# Warszawa w kwiatach i zieleni

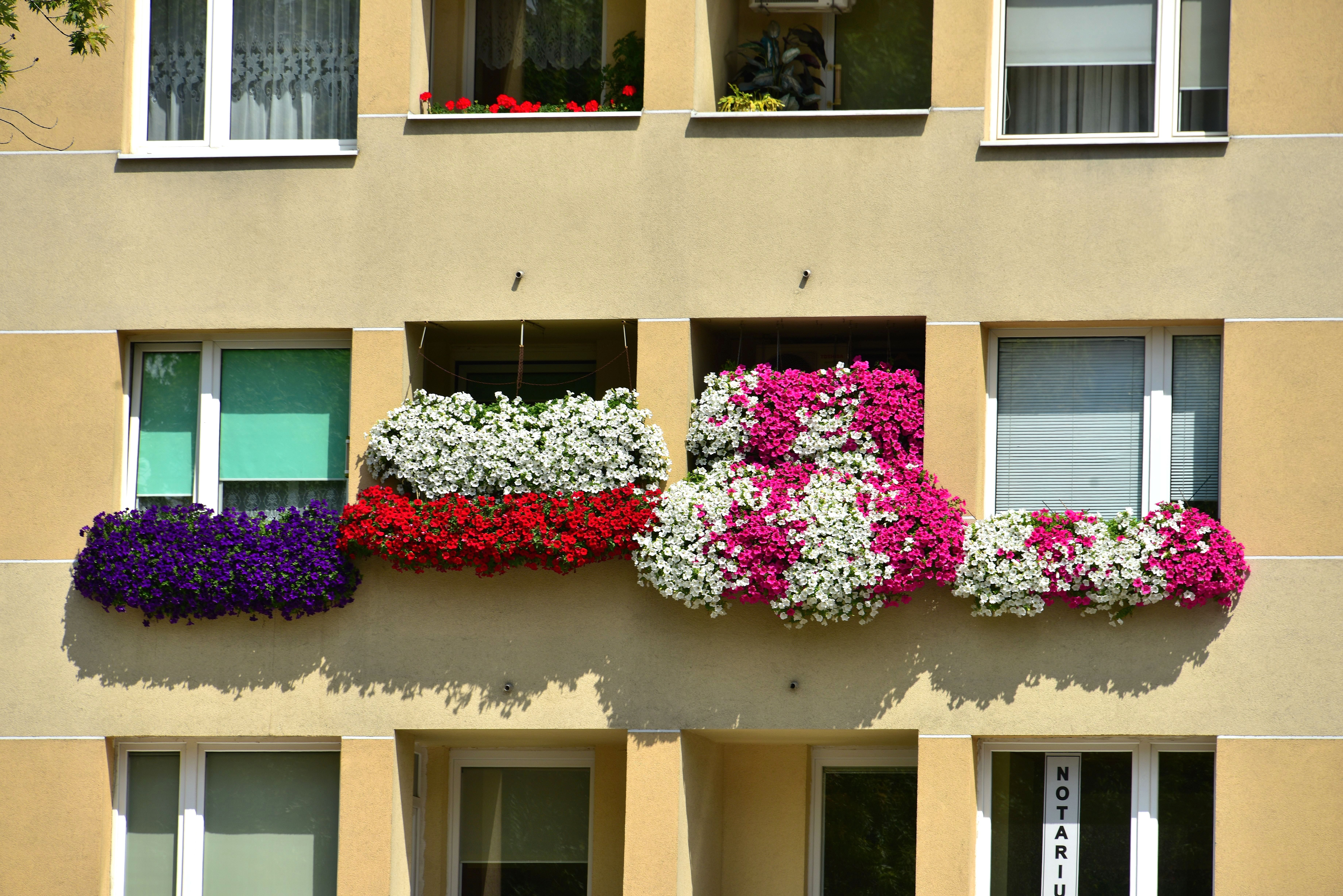
Kwiaty na budynku przy placu Mirowskim 14 w Warszawie

Warszawa w kwiatach i zieleni (wcześniej Warszawa w kwiatach) – konkurs na najpiękniejsze ukwiecenie obiektów miejskich odbywający się w Warszawie.

## Opis
Konkurs odbył się po raz pierwszy w 1937 roku z inicjatywy prezydenta Stefana Starzyńskiego i Leona Danielewicza. Przed wojną odbyła się jeszcze jedna edycja: w 1938 roku. Wśród nagrodzonych osób znalazła się wtedy Mira Zimińska.
W 1971 konkurs wskrzesiła prezes oddziału Powiśle Towarzystwa Przyjaciół Warszawy Zofia Wóycicka, miał on jednak tylko zasięg lokalny. Z czasem do plebiscytu włączały się kolejne dzielnice, a w 1984 zorganizowano pierwszy powojenny konkurs obejmujący całe miasto.
W 2013 z okazji jubileuszowej 30. edycji konkursu TPW wydało książkę Wacławy Borkowskiej „Warszawa w kwiatach. Społecznicy na rzecz miasta”.